# Scott McCaig
Scott McCaig, né le 12 décembre 1965 à Duncan en Colombie-Britannique, est un prélat canadien de l'Église catholique. Depuis 2016, il est l'évêque de l'ordinariat militaire du Canada.

## Biographie
Scott McCaig est né le 12 décembre 1965 à Duncan en Colombie-Britannique. En avril 1987, il s'est converti à la foi catholique. Il a été diplômé d'un baccalauréat en histoire de l'Université Carleton à Ottawa. En 1989, il s'est joint aux Compagnons de la Croix (en). Par la suite, il a été diplômé d'une maîtrise en divinité du séminaire Saint-Augustin et de l'Université de Toronto.
Le 30 octobre 1994, il a été ordonné diacre au sein des Compagnons de la Croix. Le 3 juin de l'année suivante, il a été ordonné prêtre au sein de cette même société par Mgr Marcel André J. Gervais, archevêque d'Ottawa.
En 2006, il a été élu supérieur général des Compagnons de la Croix, puis, réélu en 2012 pour un second mandat. Le 8 avril 2016, il a été nommé évêque de l'ordinariat militaire du Canada par le pape François. Le 31 mai suivant, il a été consacré évêque par Mgr Terrence Thomas Prendergast, archevêque d'Ottawa, en la basilique-cathédrale Notre-Dame d'Ottawa,.